# Claude Gauthier
Claude Gauthier (Montréal, 12 settembre 1947) è un ex hockeista su ghiaccio canadese.
Egli fu la prima scelta assoluta dell'NHL Amateur Draft 1964.

## Carriera
Gauthier fu la prima scelta assoluta da parte dei Detroit Red Wings in occasione dell'NHL Amateur Draft 1964. A livello giovanile si fece notare durante la sua permanenza con i Rosemont Midgets, squadra di un quartiere di Montréal.
Tuttavia dopo essere stato scelto al Draft non debuttò mai né in National Hockey League né in American Hockey League, continuando a giocare invece in campionati locali.
Dopo il ritiro continuò a lavorare nel mondo dell'hockey giovanile promuovendo l'attività nella provincia del Québec.